# Autopista Radial 4
La autopista Radial 4 o R-4 es una autopista de peaje inaugurada el 7 de abril de 2004. Al igual que sus homónimas, la Radial 4 se proyectó con el propósito de disminuir la saturación de las autovías que parten de Madrid. La concesionaria de la autopista es la Sociedad Estatal de Infraestructuras del Transporte Terrestre (SEITT), organismo dependiente del Ministerio de Transportes, Movilidad y Agenda Urbana.
La autopista comienza en la M-50 y llega hasta Ocaña, donde enlaza con la A-4 y la AP-36.

## Detalles
La Concesionaria de la Autopista era Cintra principalmente, pero mantenía la participación también Itínere y una pequeña parte CajAstur. Se adjudicó el contrato de la concesión administrativa, el 30 de diciembre de 2000.
Tras la quiebra de la sociedad concesionaria Autopista Madrid Sur Concesionaria Española S.A. y el consecuente rescate público, la concesión de la autopista pasó a corresponder el 21 de febrero de 2018 a la Sociedad Estatal de Infraestructuras del Transporte Terrestre (SEITT), organismo dependiente del Ministerio de Transportes, Movilidad y Agenda Urbana.
Esta autopista ostenta desde el 21 de marzo de 2016 el récord en mayor velocidad registrada por un radar fijo o móvil en España. Esta velocidad fue 297 km/h, lograda por un varón español de 36 años en un Porsche 911 Carrera.

## Tráfico (Intensidad media diaria)
La intensidad media diaria (IMD) en 2014 fue de 4.516 vehículos al día, mientras que la IMD de vehículos pesados fue de 264. La autopista ha registrado caídas en su intensidad circulatoria en los últimos siete años, según datos publicados por el Ministerio de Transportes, Movilidad y Agenda Urbana, con un descenso acumulado del 60,2 %. El dato más alto de IMD se alcanzó en 2007 con 11.346 vehículos al día. Desde 2004 hasta 2007 registró incrementos de tráfico, especialmente desde la entrada en servicio de la AP-36. Después, la concesionaria atribuyó la disminución del tráfico a motivos de desaceleración económica y también a la apertura de un tramo de la Autovía Ruta de la Plata que proporciona a los usuarios una ruta alternativa hacia el Norte de España a su paso por Madrid.
Asimismo, es de destacar que los meses de verano tienen un tráfico mayor, duplicando el tráfico que se registra en invierno. El mes de agosto de 2014 la autopista registró una IMD de 7.705 vehículos al día. En cambio, en enero de 2014 tan solo registró una IMD de 2.860 vehículos diarios.
En todo caso, las cifras distan mucho de las previsiones iniciales para las radiales de Madrid, ya que se estimaban unas IMD de entre 30 000 y 40 000 vehículos.
La tabla adjunta muestra la evolución de la intensidad media diaria desde su inauguración, según datos del Ministerio de Transportes, Movilidad y Agenda Urbana:
| Gráfica de evolución de la intensidad media diaria de Autopista Radial 4 entre 2004 y 2018 |
|                                                                                            |
| Intensidad media diaria de vehículos.                                                      |

## Tramos
| Denominación | Tramo                         | Kilómetros | Año servicio |
| ------------ | ----------------------------- | ---------- | ------------ |
| R-4          | Madrid M-50 - Ocaña A-4 AP-36 | 53         | 2004         |

## Salidas
| Elemento | Nombre de salida (sentido Cádiz)/Ver de arriba-abajo     | Número de salida | Nombre de salida (sentido Madrid)/Ver de abajo-arriba                     | Carretera que enlaza |
| -------- | -------------------------------------------------------- | ---------------- | ------------------------------------------------------------------------- | -------------------- |
|          | Proviene de Getafe                                       |                  | Continúa por varias direcciones a Madrid A-42 Madrid - Toledo R-5 A-5 A-6 | M-50                 |
|          |                                                          |                  | E-5 A-4 Madrid - Córdoba A-3 R-3 A-2 R-2 A-1                              | M-50                 |
|          |                                                          | 1                | Fuenlabrada - Móstoles                                                    | M-506                |
|          | Pinto - Parla                                            | 4                |                                                                           | M-408                |
|          | Peaje de Parla                                           |                  | Peaje de Parla                                                            |                      |
|          |                                                          | 4                | Pinto - Parla                                                             | M-408                |
|          | Valdemoro Torrejón de Velasco - Ciempozuelos             | 12               | Valdemoro Torrejón de Velasco - Ciempozuelos                              | M-404                |
|          | CASTILLA-LA MANCHA Provincia de Toledo                   | km. 17           | Comunidad de Madrid                                                       |                      |
|          | Área de Servicio de Seseña                               |                  | Área de Servicio de Seseña                                                |                      |
|          | Seseña - Esquivias - Illescas                            | 22               |                                                                           | CM-4010              |
|          | Villaseca de la Sagra - Toledo                           | 29               |                                                                           | CM-4001              |
|          | Comunidad de Madrid                                      | km. 29           | CASTILLA-LA MANCHA Provincia de Toledo                                    |                      |
|          | Aranjuez - Las Infantas                                  | 32               |                                                                           |                      |
|          | Peaje de Aranjuez                                        |                  | Peaje de Aranjuez                                                         |                      |
|          |                                                          | 32               | Aranjuez - Las Infantas                                                   |                      |
|          | CASTILLA-LA MANCHA Provincia de Toledo                   | km. 36           | Comunidad de Madrid                                                       |                      |
|          |                                                          | 38               | Toledo Yepes                                                              | N-400 CM-4005        |
|          | Área de Servicio cerrada (Ocaña)                         |                  | Área de Servicio cerrada (Ocaña)                                          |                      |
|          | Ocaña - Tarancón - Cuenca                                | 44               |                                                                           | A-40                 |
|          | Albacete                                                 | 51               |                                                                           | AP-36 N-301 A-31     |
|          | Madrid Ocaña Tarancón - Cuenca                           |                  |                                                                           | E-5 A-4 N-301 N-400  |
|          | Se incorpora a la E-5 A-4 Puerto Lápice - Bailén - Cádiz |                  | Proviene de Ocaña                                                         | E-5 A-4              |